# Benjamin Logan
Benjamin Logan (1. maj 1743 – 11. december 1802) je bil ameriški pionir, častnik in politik iz Virginije, nato okrožja Shelby v Kentuckyju. Kot polkovnik milice okrožja Kentucky v Virginiji je bil med ameriško revolucionarno vojno namestnik poveljnika vse transapalaške Virginije. Postal je politik in pomagal zagotoviti državnost za Kentucky. Njegov brat John Logan, ki je včasih služil pod njim v milici in ga nadomeščal kot delegat, je postal prvi državni blagajnik Kentuckyja.